# Micaela Pignatelli
Micaela Cendali Pignatelli (Nápoles, 11 de marzo de 1945), es una actriz cinematográfica, de doblaje y de voz y dialoguista italiana.

## Biografía
Nacida en Nápoles del General Guido Cendali y la Princesa Andreina Pignatelli, estuvo casada con Flavio Bucci, con el que tuvo dos hijos: Alessandro and Lorenzo.

## Filmografía

### Cine
- El tigre se perfuma con dinamita (Le Tigre se parfume à la dynamite), de Claude Chabrol (1965)
- Lo scandalo, de Anna Gobbi (1965)
- ¡Cómo te amo! (Dio, come ti amo!), de Miguel Iglesias (1966)
- Flashman contra el hombre invisible (Flashman), de Mino Loy (1967)
- Goldface (Goldface, il fantastico superman), de Bitto Albertini (1968)
- Giurò... e li uccise ad uno ad uno... Piluk il timido, de Guido Celano (1968)
- Gungala la pantera nuda, de Roger Rockfeller (1968)
- Candy, de Christian Marquand (1968)
- La ley del gangster (La legge dei gangsters), de Siro Marcellini (1968)
- Amarsi male, de Fernando Di Leo (1969)
- Asesinato en Oxford (Alba pagana), de Ugo Liberatore (1970)
- El último día de la guerra, de Juan Antonio Bardem (1970)
- Jaque a la mafia ( Scacco alla mafia), de Warren Kiefer (1970)
- La ragazza dalle mani di corallo, de Luigi Petrini (1971)
- La notte dei fiori, de Gian Vittorio Baldi (1972)
- Corrupción de menores (La polizia chiede aiuto), de Massimo Dallamano (1974)
- Farfallon, de Riccardo Pazzaglia (1974)
- La vita nova, de Edoardo Torricella (1974)
- I giorni della chimera, de Franco Corona (1975)
- Perché si uccidono, de Mauro Macario (1976)
- Un uomo da nulla, de Renata Amato (1977)
- Maledetti vi amerò, de Marco Tullio Giordana (1980)
- Tiburón 3  (L'ultimo squalo), de Enzo G. Castellari (1981)
- Sé que sabes lo que sé (Io so che tu sai che io so), de Alberto Sordi (1982)
- Preséntame a tus amigas (Ti presento un'amica), de Francesco Massaro (1987)
- El engendro del diablo (La chiesa), de Michele Soavi (1989)
- Scugnizzi, de Nanni Loy (1989)
- Cuarenta camaradas (C'era un castello con 40 cani), de Duccio Tessari (1989)
- Gangsters, de Massimo Guglielmi (1992)
- El jugador (Il cartaio), de Dario Argento (2004)

### Televisión
- Sotto il placido Don, de Vittorio Cottafavi (1974)
- Circuito chiuso, de Giuliano Montaldo (1978)
- Luigi Ganna detective, de Maurizio Ponzi (1979)
- Colpo di grazia alla sezione III, de Enzo Tarquini (1979)
- Storia di Anna, de Salvatore Nocita (1981)
- Delitto di stato, de Gianfranco De Bosio (1982)
- La sconosciuta, de Daniele D'Anza (1982)
- Il diavolo al Pontelungo, de Pino Passalacqua (1982)
- Quer pasticciaccio brutto de via Merulana, de Piero Schivazappa (1983)
- Turno di notte, de Luigi Cozzi y Lamberto Bava (1987–1988)
- Festa di Capodanno, de Piero Schivazappa (1988)
- Rita de Casia (Rita da Cascia), de Giorgio Capitani (2004)
- Provaci ancora prof!, varios directores (2008)
- Verdetto finale, de Gianfranco Di Pasqua (2016)

## Doblaje

### Cine
- Ornella Muti en La última mujer
- Jamie Lee Curtis en Halloween
- Margie Impert en Aullidos
- Debra Feuer en Vivir y morir en Los Ángeles
- Daryl Hannah en Wall Street
- Maj-Doris Rimpi en Sami Blood

### Series de televisión y telefilmes
- Catherine Bach en The Dukes of Hazzard
- Cynthia Sikes en Flamingo Road
- Theresa Tova en Reporteros
- Doris Baldini en Heidi
- Kathy Baker en Ratas
- Victoria Principal en Más allá de la obsesión

### Telenovelas
- Susana Vieira en Por amor

### Dibujos animados
- Aia! (Cotoletta)
- GoShogun (Computadora madre)